# Lasiopogon macquarti
Lasiopogon macquarti är en tvåvingeart som först beskrevs av Jean Pierre Omer Anne Édouard Perris 1852.  Lasiopogon macquarti ingår i släktet Lasiopogon och familjen rovflugor. Inga underarter finns listade i Catalogue of Life.